# 조선은 결심하면 한다
《조선은 결심하면 한다》는 조선민주주의인민공화국의 노래로 주체사상에 따라 강성대국을 건설하겠다는 내용을 담고 있다. 윤두근이 작사하고 안정호가 작곡했다.